# Saurauia giluwensis
Saurauia giluwensis är en tvåhjärtbladig växtart som beskrevs av P. van Royen. Saurauia giluwensis ingår i släktet Saurauia och familjen Actinidiaceae. Inga underarter finns listade i Catalogue of Life.